# Liste des pays participants aux championnats du monde de natation en petit bassin 2010
Cet article liste les pays participants à la 10e édition des championnats du monde de natation en petit bassin 2010 qui s'est déroulée en 2010 à Dubaï (Émirats arabes unis), du 15 au 19 décembre 2010. 
139 fédérations de natations sont présentes, représentant 133 pays, 3 dépendances européennes du continent américain, deux États associés d'Océanie et une île américaine d'Océanie. 

## Afrique
Vingt-sept pays d’Afrique, sur les cinquante-trois qui la constituent, sont représentés. La Mauritanie est le premier pays à s’inscrire officiellement aux championnats.
Deux pays africains figurent dans les pays médaillés : l'Afrique du Sud et la Tunisie. l'Afrique du Sud obtient trois médailles et se place 8e grâce à Cameron van der Burgh et Chad le Clos. La Tunisie réussit à se classer quant à elle en 10e position grâce à un seul nageur, sur quatre inscrits, Oussama Mellouli, qui rapporte à lui seul quatre médailles dont une en or, une en argent et deux en bronze.
Mais le nageur tunisien fait figure d’exception, les nageurs africains, ne disposant pas des meilleures infrastructures d’entraînement ni d’encadrement de qualité, sont souvent relégués en fin de classement à l’instar par exemple de Teddy Mbolidi de la République centrafricaine qui termine 130e et dernier des séries du 50 m libre en 40 s 84, soit près de 20 s derrière César Cielo, ou du béninois Wilfrid Godonou Tevoedjre qui termine son 200 m nage libre en 2 min 50  s 93, soit plus de 1 min 10 derrière Ryan Lochte.
Le nageur rwandais Jackson Niyomugabo, seul représentant de son pays, emporte toutefois la faveur du public dans sa lutte héroïque pour terminer le 1 500 m nage libre dans lequel il est engagé et qu’il réussit à boucler en 23 min 27 s 92, plus de 9 min derrière Oussama Mellouli. À 50 m de l'arrivée, il s'arrête, pensant qu'il est arrivé. Ce n'est qu'après avoir parlé avec un officiel qui lui dit qu'il lui reste deux longueurs à parcourir qu'il comprend sa bévue et repart pour achever son épreuve
Enfin, un détail curieux et probablement historique, les Émirats arabes unis ont présenté dans les séries du relais 4 × 200 m libre masculin une équipe composée de quatre frères d'une même famille. Obaid, Saeed, Bakheet et Faisal de la famille Al Jasmi, tous nés à des dates différentes, ont terminé 14e sur les 18 équipes engagées, avec un temps de 3 min 35 s 72, soit près de 27 secondes derrière les États-Unis qui ont remporté ces séries.
| Afrique du Sud            | Comores             | Guinée     | Nigeria    | Tunisie  |
| Algérie                   | République du Congo | Kenya      | Ouganda    | Zambie   |
| Angola                    | Côte d'Ivoire       | Madagascar | Rwanda     | Zimbabwe |
| Bénin                     | Djibouti            | Mali       | Sénégal    |          |
| Burkina Faso              | Égypte              | Mauritanie | Seychelles |          |
| République centrafricaine | Éthiopie            | Namibie    | Togo       |          |

## Amérique
Vingt-six pays d'Amérique, sur les trente-cinq qui constituent le continent américain, et trois dépendances européennes situées sur le continent américain participent à ces championnats. Les États-Unis alignent une équipe de 37 nageurs, 19 hommes et 18 femmes. C’est la première fois depuis les  championnats de 2004 qui s’étaient tenus à Indianapolis que les États-Unis envoient une équipe complète à un championnat du monde en petit bassin. La fédération du Canada inscrit quant à elle une équipe de 16 nageurs dont sept qui ont participé aux Jeux olympiques de Pékin. Les équipes des autres pays du continent américain sont plus réduites.
Les pays absents sont Antigua-et-Barbuda, le Belize, la Dominique, Grenade, le  Guatemala, Haïti, Saint-Christophe-et-Niévès, Saint-Vincent-et-les-Grenadines et le 
Suriname.
Quatre pays seulement se classent parmi les vingt-deux pays médaillés : les États-Unis, le Brésil, le Venezuela et les Bahamas. Mais à eux seuls, ils totalisent 36 médailles sur les 120 distribuées.
| Argentine | Chili                  | États-Unis | Panama            | Uruguay   |
| Bahamas   | Colombie               | Guyana     | Paraguay          | Venezuela |
| Barbade   | Costa Rica             | Honduras   | Pérou             |           |
| Bolivie   | Cuba                   | Jamaïque   | Sainte-Lucie      |           |
| Brésil    | République dominicaine | Mexique    | Salvador          |           |
| Canada    | Équateur               | Nicaragua  | Trinité-et-Tobago |           |

| Aruba Antilles néerlandaises | Bermudes | Îles Caïmans |  |

## Asie
Trente-sept pays asiatiques, sur les quarante-neuf qui constituent le continent asiatique, participent à ces championnats. La Russie qui comprend une grande partie de son territoire sur le territoire asiatique est comptée à la fois sur les continents européen et asiatique. Les pays non représentés sont l’Afghanistan, le Bangladesh, le Bhoutan, la Corée du Nord, la  Corée du Sud, l’Inde, l’Indonésie, l’Iran, le Pakistan, la Malaisie, le Qatar et le Timor oriental.
Seuls la Chine et le Japon figurent parmi les vingt-deux pays médaillés. La Chine obtient 14 médailles sur les 120 distribuées et le Japon une, l'or de Naoya Tomita aux 200 m brasse.
| Arabie saoudite | Émirats arabes unis | Koweït   | Ouzbékistan | Taïwan       |
| Arménie         | Géorgie             | Pakistan | Philippines | Thaïlande    |
| Azerbaïdjan     | Irak                | Laos     | Russie      | Turkménistan |
| Bahreïn         | Israël              | Liban    | Singapour   | Turquie      |
| Birmanie        | Japon               | Maldives | Sri Lanka   | Viêt Nam     |
| Brunei          | Jordanie            | Mongolie | Syrie       | Yémen        |
| Cambodge        | Kazakhstan          | Népal    | Tadjikistan |              |
| Chine           | Kirghizistan        | Oman     |             |              |

## Europe
Trente-sept pays du continent européen, sur les quarante-sept qui le constituent, participent à ces championnats. Les pays n'ayant pas envoyé de délégation sont la Bosnie-Herzégovine, l’Irlande, le Kosovo, le Liechtenstein, Monaco, le Monténégro, la Roumanie, Saint-Marin, la Turquie et le Vatican.
Treize sur les vingt-deux pays médaillés sont européens. La Russie, l'Espagne et la France arrivent en tête.
| Albanie     | Croatie  | Islande    | Norvège            | Slovaquie |
| Allemagne   | Danemark | Italie     | Pays-Bas           | Slovénie  |
| Andorre     | Espagne  | Lettonie   | Pologne            | Suède     |
| Autriche    | Estonie  | Lituanie   | Portugal           | Suisse    |
| Belgique    | Finlande | Luxembourg | République tchèque | Ukraine   |
| Biélorussie | France   | Macédoine  | Royaume-Uni        |           |
| Bulgarie    | Grèce    | Malte      | Russie             |           |
| Chypre      | Hongrie  | Moldavie   | Serbie             |           |

## Océanie
Sept pays d'Océanie, sur les quatorze qui la constituent, et deux États associés participent à ces championnats. L'île Palaos et les îles Cook qui ne comptent chacune guère plus de 20 000 habitants chacune réussissent à qualifier respectivement deux et un nageurs : Nelson Masang et Osisang Chilton pour l'île Palaos et Tepaia Payne pour les îles Cook. 
Seule l'Australie se place parmi les vingt-deux pays médaillés. Elle obtient 11 médailles, mais seulement une en or, ce qui la relègue au 9e rang.
| Australie | Îles Marshall               | Nouvelle-Zélande | Papouasie-Nouvelle-Guinée |  |
| Fidji     | États fédérés de Micronésie | Palaos           |                           |  |

| Îles Cook | Îles Mariannes du Nord |

L'île de Guam ()
enfin, située dans l'océan Pacifique, rattachée aux États-Unis bien qu'elle fasse partie de l'archipel des îles Mariannes et territoire non-incorporé organisé des États-Unis, participe.